# Unterer Einersberger Teich
Der Untere Einersberger Teich im Harz war ein Stauteich bei Clausthal-Zellerfeld im Landkreis Goslar in Niedersachsen. Er gehörte zu den Oberharzer Teichen, die für Montanzwecke angelegt wurden. Als Bodendenkmal und außer Betrieb befindliche Anlage des Oberharzer Wasserregals ist der Damm Bestandteil des UNESCO-Weltkulturerbes Bergwerk Rammelsberg, Altstadt von Goslar und Oberharzer Wasserwirtschaft.

## Lage, Größe
Der See liegt etwa 1 km westlich vom Ortsteil Zellerfeld. Der Damm wurde vermutlich um 1620 angelegt. Er liegt schwer zugänglich im Wald und ist nur über Forststraßen und Trampelpfade erreichbar. 200 m talaufwärts liegt der 0,8 ha große Mittlere Einersberger Teich, darüber der 4 ha große Obere Einersberger Teich.
Der Damm war ursprünglich 110 m lang und etwa 6 m hoch.

## Dammbruch 1820
Am 29. September 1820 nachmittags brach der Damm vollkommen unverhofft bei gutem Wetter und normalem Anstau. Aufgrund des hohen Sachschadens wurde der Vorfall intensiv untersucht und zufällige Augenzeugen einer ausführlichen Befragung unterzogen, die in den Akten des Oberbergamtes Clausthal bis heute dokumentiert ist. So sagte der Geschworene Böhler aus, dass er am gegenüberliegenden Hang (Hüttenberg) mit seinen Kindern am Heu machen war, als er ein merkwürdiges Geräusch hörte. Er sah, dass sich auf der luftseitigen Böschung des Dammes ein großes Loch aufgetan habe und wenige Sekunden später sei der Damm mit Getöse zusammengebrochen und das Wasser trat geräuschvoll aus.
Der Invalide Walter Heinrich Friedrich Papst hatte den Damm mit seinem Karren kurz vor dem Bruch mehrfach zum Holzmachen überquert. Demnach sei ihm schon am Vortage ein Loch in der Dammkrone aufgefallen, aus dem auch Geräusche zu hören waren. Das Loch habe sich am nächsten Tag deutlich vergrößert, es habe gegluckst und Blasen geworfen. Er habe den Damm dann schnell überquert, als dann die Geräusche stärker wurden, sei er ängstlich in den Wald geflüchtet. Dort habe er dann einen „furchtbaren Schlag“ gehört.
Die Bresche war etwa 20 Meter (11–12 Lachter) breit. Mit der Flutwelle wurden auch Teile des hölzernen Grundablassgerennes fortgespült, die man jedoch später flussabwärts bergen konnte. Dabei ergab sich, dass das Holzgerenne und dessen Deckel Faulstellen aufwies, wodurch einige drei bis vier Zoll große Öffnungen vorhanden waren. Der Oberbergmeister Ey fasste den Bericht damit zusammen, dass vermutlich die Rasensodendichtung des Dammes schadhaft war, zumal sie keinen Erosionsschutz in Form einer Wellenschutzschüttung (Geröll, Steinbruchscherben) aufwies. Er wies darauf hin, dass bei Inspektion des Bauwerkes im Frühjahr keine deutlichen Hinweise auf Dichtigkeitsprobleme vorlagen, er erschien bezüglich seiner Sickerwasserschüttungen sicherer als die beiden oberhalb gelegenen Dämme. Ey geht davon aus, dass sich im Damminneren sehr allmählich ein Hohlraum (Innere Erosion) gebildet habe, der am Unglückstag eine Größe erreicht hat, dass der Damm zusammenbrach.
Personen- oder Sachschäden infolge der Flutwelle sind nicht dokumentiert.
Ey schlug auch vor, zunächst Defizite an den beiden oberhalb gelegenen Teichen durch Reparatur der Rasensodendichtung zu beheben und drückte die Hoffnung aus, dass man die erforderliche Wasserversorgung der Hütten- und Pochwerke im Zellbachtal dann nur durch den Mittleren und Oberen Einersberger Teich gewährleisten und auf den Wiederaufbau des Unteren Einersberger Teiches verzichten könne. So wurde es dann auch durchgeführt; zu einem Wiederaufbau des Unteren Einersberger Teiches kam es nicht mehr.

## Das Bodendenkmal heute
Bis heute staut sich vor der unter Denkmalschutz stehenden Ruine des Staudammes ein seichtes Gewässer mit einer Oberfläche von etwa 30 × 40 m an, das als Feuchtbiotop lokale Bedeutung hat und erhalten wird. Zu dem Dammrest führt ein von den Harzwasserwerken angelegter Themenpfad „WasserWanderWeg Einersberger Teiche“, der auch über Hinweisschilder vor Ort auf die Bauwerke hinweist.